# Trixoscelis serpens
Trixoscelis serpens är en tvåvingeart som beskrevs av Miguel Carles-Tolrá 2001. 
Trixoscelis serpens ingår i släktet Trixoscelis och familjen myllflugor. Artens utbredningsområde är Portugal. Inga underarter finns listade i Catalogue of Life.